# 아넥도텐
아넥도텐(Anekdoten)은 스웨덴 프로그레시브 록 밴드로 앵글라고드 란드베르크등과 함께 90년대 스웨덴 프로그 붐을 일으켰다.

## 개요

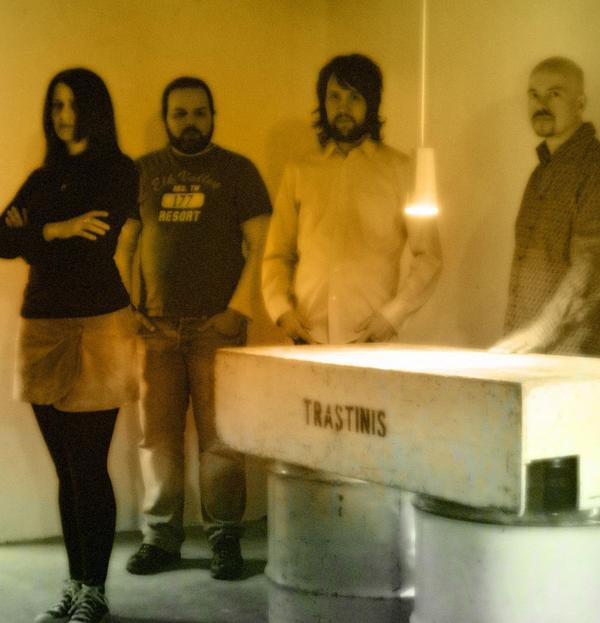

1990년 킹 에드워드라는 밴드가 결성되었으며 그들은 주로 킹 크림슨을 커버했다. 이후 자작곡을 연주하게 되면서 밴드명을 아넥도텐으로 바꾸었다. 기타 연주자 닉클라스 바커, 첼로/키보디스트, 안나 소피 달베르그, 베이시스트 얀 에릭 릴례스트룀 및 드럼 연주자 피터 노르딘스로 구성되었다. 그들은 멜로트론이 깔린 헤비 프로그 사운드로 유명하다. 1970년대 프로그레시브 록 음악, 특히 킹 크림슨의 영향을 많이 받았다.

## 외부활동
98년, 닉클라스와 피터는 란드베르크의 두 멤버 스테판 딤플과 라이네 피스케와 함께 Symphonic Holocaust라는 앨범을 만들었다. 멜로트론과 신서사이저를 많이 활용해 공포영화의 영화음악을 커버했다.
닉클라스는 2010년부터 싸이키델릭 밴드 마이 브라더 더 윈드라는 프로젝트도 진행 중이다.

## 음반 목록
- 1993 - Vemod
- 1995 - Nucleus
  - 1997 - Live EP (4 spårs livealbum)
  - 1998 - Official Bootleg - Live in Japan (livealbum)
- 1999 - From Within
- 2003 - Gravity
  - 2005 - Waking The Dead, Live In Japan 2005 (livealbum)
- 2007 - A Time Of Day
  - 2009 - Chapters (compilation, 2 Disc)
- 2015 - Until All The Ghosts Are Gone